# Giuseppe Rubinacci
Giuseppe Rubinacci (Napoli, 5 dicembre 1931) è un politico italiano.